# فولتا كاتالونيا 1958
فولتا كاتالونيا 1958 (بالإسبانية: Volta a Cataluña 1958)‏ هو سباق دراجات هوائية، وهو الموسم رقم 38 من السباق، وأقيم خلال الفترة 7 سبتمبر 1958، وحتى 14 سبتمبر 1958.
فاز فيه بالمركز الأول  Richard Van Genechten ‏، وبالمركز الثاني  جبريل ماس، وبالمركز الثالث  Aniceto Utset ‏.

## الفائزون
| الترتيب | الفائز                 |
| ------- | ---------------------- |
| الفائز  | Richard Van Genechten ‏ |
| الثاني  | جبريل ماس              |
| الثالث  | Anicet Utset ‏          |